# Атол (Канзас)
Атол (англ. Athol) — місто (англ. city) в США, в окрузі Сміт штату Канзас. Населення — 41 особа (2020).

## Географія
Атол розташований за координатами 39°45′58″ пн. ш. 98°55′11″ зх. д. / 39.76611° пн. ш. 98.91972° зх. д. (39.766156, -98.919810).  За даними Бюро перепису населення США в 2010 році місто мало площу 0,47 км², уся площа — суходіл.

## Демографія
Згідно з переписом 2010 року, у місті мешкали 44 особи в 17 домогосподарствах у складі 14 родин. Густота населення становила 93 особи/км².  Було 26 помешкань (55/км²).
Расовий склад населення:
| - 88,6 % — білих |

До двох чи більше рас належало 11,4 %. Частка іспаномовних становила 0,0 % від усіх жителів.
За віковим діапазоном населення розподілялося таким чином: 25,0 % — особи молодші 18 років, 61,4 % — особи у віці 18—64 років, 13,6 % — особи у віці 65 років та старші. Медіана віку мешканця становила 41,0 року. На 100 осіб жіночої статі у місті припадало 76,0 чоловіків;  на 100 жінок у віці від 18 років та старших — 94,1 чоловіків також старших 18 років.
Середній дохід на одне домашнє господарство  становив 50 354 долари США (медіана — 51 250), а середній дохід на одну сім'ю — 54 368 доларів (медіана — 60 625). За межею бідності перебувало 4,0 % осіб, у тому числі 0,0 % дітей у віці до 18 років та 20,0 % осіб у віці 65 років та старших.
Цивільне працевлаштоване населення становило 39 осіб. Основні галузі зайнятості: сільське господарство, лісництво, риболовля — 30,8 %, освіта, охорона здоров'я та соціальна допомога — 25,6 %, транспорт — 12,8 %, виробництво — 12,8 %.